# Projektowanie procesu pracy człowieka
Projektowanie procesu pracy człowieka – proces, w którym dochodzi do podziału zadań pomiędzy człowieka i obiekt techniczny.
Zasady projektowania procesu pracy człowieka:
- treść pracy – zbiór zadań przeznaczonych do wykonania przez określony system człowiek-obiekt techniczny, w określonym czasie i w określony sposób; rozróżnia się: treść pracy systemu, treść pracy operatora, treść pracy pracownika serwisu, treść pracy obiektu technicznego; na treść pracy składają się: wymagania ogólne z punktu widzenia pracownika, zalecane zadania człowieka, zadania zalecane do wykonania przez człowieka, zadania zalecane do wykonania przez maszynę;
- metoda pracy – sposób postępowania stosowany świadomie, konsekwentnie i systematycznie przez człowieka wykonującego powierzone mu zadania;
- funkcje i cechy elementów wyposażenia technologicznego, rozumianych jako wszystkie środki techniczne, które człowiek używa do wykonania zadania podczas pracy i są one do celu niezbędne.

Dane dotyczące fizjologii, biomechaniki ruchów i procesów intelektualnych:
- obciążenie fizyczne wynikające z wykonywania pracy: dynamiczne obciążenie mięśni (spowodowane koniecznością pokonywania oporów zewnętrznych z równoczesnym wykonywaniem ruchu), statyczne obciążenie mięśni (powstające na skutek wysiłku mięśniowego wykonywanego w warunkach bezruchu), obciążenie monotypowe (efekt obciążania ciągle tych samych, nielicznych grup mięśni, w taki sam sposób);
- E. R. Tischauer sformułował piętnaście zasad racjonalnego wykonywania ruchów i wysiłków, które podzielił na trzy kategorie: zasady związane z pozycją przy pracy, zależności związane z funkcjonowaniem systemu człowiek-wyposażenie techniczne i zależności wynikające z kinematyki ciała;
- obciążenie psychiczne wynikające z wykonywania pracy – na wielkość obciążenia psychicznego składa się wysiłek psychiczny związany z pracą oraz towarzysząca jej monotonia; kształtowanie wielkości wysiłku psychicznego, jaki będzie udziałem pracowników zatrudnionych na projektowanych stanowiskach pracy, opiera się na następujących zasadach ogólnych: zasady dotyczące odbioru informacji, zasady dotyczące podejmowania decyzji, zasady dotyczące wykonywania czynności.

Optymalizacja obciążeń człowieka:
- zalecenia mające na celu optymalizację obciążeń fizycznych człowieka;
- zalecenia mające na celu optymalizację obciążeń psychicznych.